# ONE PIECE ROMANCE DAWN STORY
ONE PIECE ROMANCE DAWN STORY는 점프 슈퍼 애니메이션 투어 08에서 상영된 원피스의 OVA 작품이다.